# Xanyeri
Xanyeri (armeniska: Khants’k’, Խանցք, ryska: Ханцк) är en ort i Azerbajdzjan.   Den ligger i distriktet Xocalı Rayonu, i den centrala delen av landet, 280 km väster om huvudstaden Baku. Xanyeri ligger 931 meter över havet och antalet invånare är 231.
Terrängen runt Xanyeri är lite bergig, och sluttar österut. Närmaste större samhälle är Stepanakert, 14,6 km söder om Xanyeri. 
Omgivningarna runt Xanyeri är en mosaik av jordbruksmark och naturlig växtlighet. Runt Xanyeri är det ganska tätbefolkat, med 160 invånare per kvadratkilometer.